# Gladbeck
Gladbeck er en by i Tyskland i delstaten Nordrhein-Westfalen med cirka 75.000 indbyggere. Byen ligger i kreisen Recklinghausen.

## Historie
Gladbeck var oprindelig en lille landsby på 300 indbyggere frem til der blev fundet kul her i 1870'erne.